# فرودگاه آیاپل
فرودگاه آیاپل (به انگلیسی: Ayapel Airport) یک فرودگاه همگانی با کد یاتا AYA است . این فرودگاه در کشور کلمبیا قرار دارد و در ارتفاع ۳۷ متری از سطح دریا واقع شده‌است.